# It's My Life (cântec de Cezar)
„It's My Life” este un cântec compus de Cristian Faur și interpretat de contratenorul Cezar Ouatu, care a reprezentat România la Concursul Muzical Eurovision 2013, organizat la Malmö, Suedia.

## Clasamente
| Clasament (2013)           | Poziție |
| -------------------------- | ------- |
| Turcia (Number One Charts) | 44      |